# Screamer 4×4
A Screamer 4×4 egy magyar fejlesztésű játék, amelyben off-road terepjárókat (illetve egy kamiont és egy Bigfootot) vezethetünk.

## Pályák
- Oktatás
- Gyakorlás
- Bajnokság
- Útkereső

Ha bajnokságot játszunk, akkor ahhoz az autóhoz, amivel megyünk, kapunk differenciálzárat előre és hátra, először automatát, majd később manuálisat.

## Csalások
A főmenüben Shiftet megnyomva tűnik fel a cheat-box: ide a következő kódokat kell lehet beírni:
- ALLTROPHIES – minden trophy elérhető
- ALLTIRES – minden abroncs elérhető
- ALLRDIFFERS – minden hátsó diffi
- ALLFDIFFERS – minden első diffi
- ALLENGINES – minden motor választható
- RABACAR – Raba H-18 elérhető
- BIGFOOT – Toyota Hilux elérhető
- ALLCARS – minden autó elérhető

## Ajánlott gépigény
- Pentium II 300 MHz, 64 MB RAM
- 8× CD-ROM-meghajtó
- 16 MB Directx kompatibilis videókártya